# Stay With Me Tonight
「Stay With Me Tonight」（ステイ ウィズ ミー トゥナイト）は、東方神起の楽曲である。2005年4月27日にrhythm zoneより日本でのメジャー・デビュー・シングルとして発売された。

## 概要
東方神起のメジャー・デビュー・シングルである。2004年にシングル『HUG』を発売しているが、同作は来日記念盤として扱われており、本作が日本での1枚目のシングルとなる。
前作は英語詞であることから、本作が東方神起初の日本語でのレコーディングとなった。初の日本語でのレコーディングについて、ユンホは「“ず”と“づ”と“つ”の発音とメロディに乗せたときのニュアンスが難しかった。」、ユチョンは「まずは言葉の意味を理解しなくてはならないのが大変だった。出来上がった今も聴いている人たちに気持ちが伝わっているかが心配。」とコメントしている。また、レコーディング時は日本語の歌詞をスタッフが韓国語に訳して、メンバーに意味を教えていたことをユンホが明かしている。
シングルは、2005年5月9日付のオリコン週間シングルランキングで初登場37位を獲得した。

## 発売形態
[CD]のみ、[CD+DVD]の2形態で発売された。
CD
- 品番: RZCD-45185

CD+DVD
- 品番: RZCD-45184/B
- DVDに「Stay With Me Tonight」のVideo Clipを収録。

## 収録内容
| #  | タイトル                              | 作詞              | 作曲              | 編曲      | 時間 |
| -- | ------------------------------------- | ----------------- | ----------------- | --------- | ---- |
| 1. | 「Stay With Me Tonight」              | 澤本嘉光 小山内舞 | 羽岡佳            | Maestro-T | 4:41 |
| 2. | 「Try My Love」                       | 和田昌哉 立田野純 | 和田昌哉 福山泰史 | 福山泰史  | 4:03 |
| 3. | 「Stay With Me Tonight (Less Vocal)」 |                   |                   |           | 4:41 |
| 4. | 「Try My Love (Less Vocal)」          |                   |                   |           | 4:04 |

| #  | タイトル                             | 作詞 | 作曲・編曲 | 監督   |
| -- | ------------------------------------ | ---- | ---------- | ------ |
| 1. | 「Stay With Me Tonight」(Video Clip) |      |            | 末田健 |

## 曲の解説
1. Stay With Me Tonight
  - テレビ朝日系『草野☆キッド』エンディングテーマ

ラテン調のアレンジが施されている楽曲で、歌詞は「友達と恋人の境界線で、悩んでいる様子」を描いている。[2]。
ミュージック・ビデオは末田健の監督作品で、空港に到着した東方神起が外国人の記者団に囲まれるというストーリー性を持たせたもの[3]。
2. Try My Love
歌い出しはチャンミンが担当している[3]。
1stアルバム『Heart, Mind and Soul』には収録されず、2010年に発売されたベスト・アルバム『SINGLE B-SIDE COLLECTION』でアルバム初収録となった。

## パーソネル
| Stay With Me Tonight - 東方神起 - Vocals - 和田昌哉 - Backing Vocals - Maestro-T - Programmed, All Instruments | Try My Love - TOHOSHINKI - Vocals - 福山泰史 - Programmed, All Instruments |

## 収録アルバム
Stay With Me Tonight
- Heart, Mind and Soul
- 1st 〜Debut Single Collection〜[4]
- TVXQ non-stop mix Vol.1
- BEST SELECTION 2010
- COMPLETE -SINGLE A-SIDE COLLECTION-

Try My Love
- SINGLE B-SIDE COLLECTION